# Austroniscus karamani
Austroniscus karamani är en kräftdjursart som beskrevs av Yakov Avadievich Birstein 1962. Austroniscus karamani ingår i släktet Austroniscus och familjen Nannoniscidae. Inga underarter finns listade i Catalogue of Life.